# Canon bíblico protestante

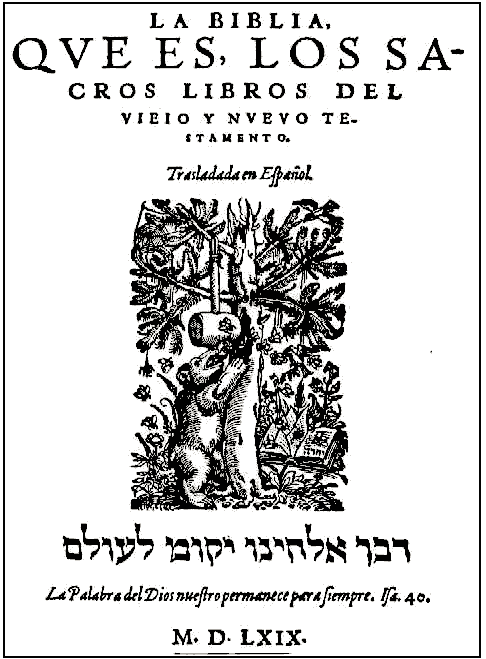
Página del título de la Biblia del Oso, del impresor bávaro Mattias Apiarius.

El canon bíblico protestante comprende 39 libros del Antiguo Testamento (según el canon judío del Tanaj, a veces conocido por los no protestantes como los libros protocanónicos) y los 27 libros del Nuevo Testamento para un total de 66 libros.
Esta práctica fue estandarizada entre los protestantes después de la decisión de 1825 por la Sociedad Bíblica Británica y Extranjera. Esto a menudo se contrasta con los 73 libros del canon católico, que incluye 7 libros deuterocanónicos como parte del Antiguo Testamento.

## Características

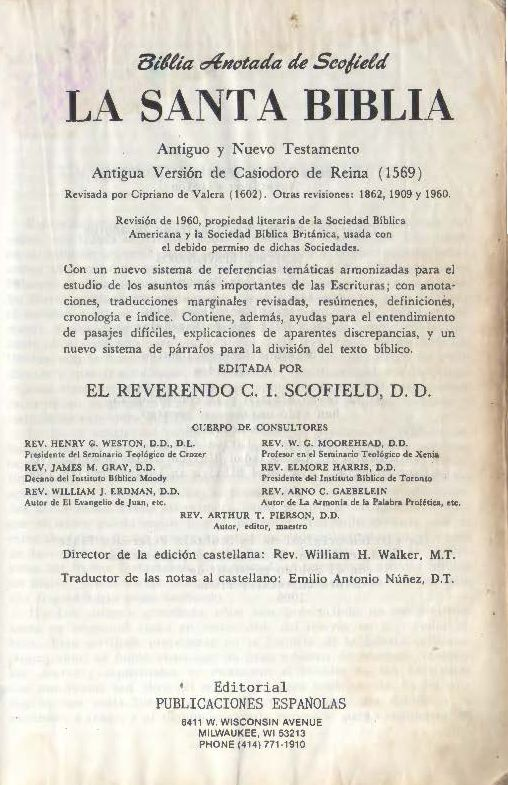
Portada de la Biblia protestante anotada de Scofield

La Biblia protestante excluye los libros deuterocanónicos del Antiguo Testamento debido a que sigue el canon del Tanaj.  Históricamente no ha sido siempre así. La Biblia del Oso tenía incluidos los deuterocanónicos, y estaban ubicados según el orden de la Biblia católica. En la Biblia del Cántaro se pusieron los deuterocanónicos en una sección aparte, entre el Antiguo Testamento y el Nuevo Testamento. Fue a partir de las revisiones hechas por las Sociedades Bíblicas Unidas desde 1862 que se eliminaron de la Reina-Valera esos libros.
Por otra parte, la Biblia protestante no trae notas explicativas cuando se trata de ejemplares para predicación, pero las incluye en las llamadas Biblias de estudio. Una excepción es la Edición SUD de la La Iglesia de Jesucristo de los Santos de los Últimos Días, la cual tiene notas explicativas y resúmenes de cada capítulo, desde la perspectiva del mormonismo.
Otra  de las Biblias protestantes con anotaciones es la Biblia de Referencia Scofield editada por el teólogo y estudiante de la Biblia Cyrus Ingerson Scofield. 

## Versiones en español de la Biblia protestante
| Año  | Lugar de publicación                    | Obra | Autor                                                         |
| ---- | --------------------------------------- | --- | ------------------------------------------------------------- |
| 1543 | Amberes (Flandes)                       | El Nuevo Testamento de Nuestro Redemptor y Salvador Iesu Christo                                                                   | Francisco de Enzinas                                          |
| 1556 | Venecia                                 | El Testamento Nuevo de Nuestro Señor y Salvador Iesu Christo nueva y fielmente traducido del original Griego en romance Castellano | Juan Pérez de Pineda                                          |
| 1569 | Basilea                                 | Biblia del Oso | Casiodoro de Reina                                            |
| 1602 | Ámsterdam                               | Biblia del Cántaro | Cipriano de Valera                                            |
| 1862 |                                         | Reina-Valera, revisión de 1862 | Sociedades Bíblicas Unidas                                    |
| 1865 |                                         | RV1865 | Ángel Mora y H. B. Pratt (Sociedad Bíblica Americana)         |
| 1893 |                                         | Versión Moderna | H. B. Pratt                                                   |
| 1909 |                                         | Reina-Valera, revisión de 1909 | Sociedades Bíblicas Unidas                                    |
| 1960 |                                         | Reina-Valera, revisión de 1960 | Sociedades Bíblicas Unidas                                    |
| 1963 |                                         | |                                                               |
| 1979 |                                         | La Biblia al Día |                                                               |
| 1986 |                                         | La Biblia de las Américas (LBLA)                                                                                                   | Lockman Foundation                                            |
| 1990 | Miami (Estados Unidos)                  | Nueva Reina-Valera 1990 | Sociedad Bíblica Emanuel (Iglesia Adventista del Séptimo Día) |
| 1995 |                                         | Reina-Valera, revisión de 1995 | Sociedades Bíblicas Unidas                                    |
| 1999 | Miami (Estados Unidos)                  | Nueva Versión Internacional (NVI)                                                                                                  | Equipo dirigido por Luciano Jaramillo                         |
| 1999 | Florida (Estados Unidos)                | Biblia Textual (BTX) | Sociedad Bíblica Iberoamericana                               |
| 2000 | Miami (Estados Unidos)                  | Nueva Reina-Valera 2000 | Sociedad Bíblica Emanuel                                      |
| 2000 | Bogotá (Colombia)                       | Nuevo Testamento, La Palabra de Dios para todos (PDT)                                                                              | Rafael Serrano                                                |
| 2004 | México                                  | Reina Valera Gómez (RVG) | Humberto Gómez Caballero                                      |
| 2005 |                                         | La Biblia - La Palabra de Dios para todos (PDT)                                                                                    | Rafael Serrano                                                |
| 2007 | Shelbyville (Tennessee, Estados Unidos) | Santa Biblia Valera 1602 Purificada                                                                                                |                                                               |
| 2008 | Nashville (Estados Unidos)              | La Nueva Biblia al Día (NBD) |                                                               |
| 2009 | Estados Unidos                          | Nueva Traducción Viviente (NTV) | Rafael Serrano                                                |
| 2009 | Salt Lake City (Utah, Estados Unidos)   | Santa Biblia: Reina-Valera 2009 | La Iglesia de Jesucristo de los Santos de los Últimos Días    |
| 2011 | Estados Unidos                          | Reina Valera Contemporánea (RVC)                                                                                                   | Sociedades Bíblicas Unidas                                    |